# ريد براون
ريد براون (بالإنجليزية: Red Brown)‏ هو مدرب كرة سلة أمريكي، ولد في 14 أبريل 1907، وتوفي في 8 يونيو 1992.